# Coppa Davis 2008 Zona Americana
La Zona Americana (Americas Zone) è una delle 3 divisioni zonali nell'ambito della Coppa Davis 2008. Essa è a sua volta suddivisa in quattro gruppi: Gruppo I, Gruppo II, Gruppo III, Gruppo IV

## Gruppo I
|                                                       | Play-off 2º turno 19-21 settembre                     | Play-off 2º turno 19-21 settembre                     | Play-off 2º turno 19-21 settembre                     |                                                       |  | Play-off 1º turno 18-20 luglio | Play-off 1º turno 18-20 luglio | Play-off 1º turno 18-20 luglio |  |                                    | 1º turno 8-10 febbraio             | 1º turno 8-10 febbraio             | 1º turno 8-10 febbraio             |                                 |                                                 | 2º turno 11-13 aprile                           | 2º turno 11-13 aprile                           | 2º turno 11-13 aprile                           |                                                 |                           |
|                                                       |                                                       |                                                       |                                                       |                                                       |  |                                |                                |                                |  |                                    |                                    |                                    |                                    |                                 |                                                 |                                                 |                                                 |                                                 |                                                 |                           |
|                                                       |                                                       |                                                       |                                                       |                                                       |  |                                |                                |                                |  |                                    |                                    |                                    |                                    |                                 |                                                 |                                                 |                                                 |                                                 |                                                 |                           |
|                                                       |                                                       |                                                       |                                                       |                                                       |  |                                |                                |                                |  |                                    | 1                                  | Cile                               |                                    |                                 |                                                 |                                                 |                                                 |                                                 |                                                 |                           |
|                                                       |                                                       |                                                       |                                                       |                                                       |  |                                |                                |                                |  |                                    |                                    | bye                                |                                    |                                 |                                                 | Santiago, Cile (Terra)                          | Santiago, Cile (Terra)                          | Santiago, Cile (Terra)                          | Santiago, Cile (Terra)                          | Santiago, Cile (Terra)    |
|                                                       |                                                       |                                                       |                                                       |                                                       |  |                                | bye                            |                                |  |                                    |                                    |                                    |                                    |                                 | 1                                               | Cile                                            | 3                                               |                                                 |                                                 |                           |
|                                                       |                                                       |                                                       |                                                       |                                                       |  |                                | Messico                        |                                |  | Calgary, Canada (Sintetico indoor) | Calgary, Canada (Sintetico indoor) | Calgary, Canada (Sintetico indoor) | Calgary, Canada (Sintetico indoor) |                                 |                                                 | Canada                                          | 2                                               |                                                 |                                                 |                           |
|                                                       |                                                       |                                                       |                                                       |                                                       |  |                                |                                |                                |  |                                    | Messico                            | 1                                  |                                    |                                 |                                                 |                                                 |                                                 |                                                 |                                                 |                           |
|                                                       | León, Messico (Sintetico indoor)                      | León, Messico (Sintetico indoor)                      | León, Messico (Sintetico indoor)                      | León, Messico (Sintetico indoor)                      |  |                                |                                |                                |  |                                    | Canada                             | 4                                  |                                    |                                 |                                                 |                                                 |                                                 |                                                 |                                                 |                           |
|                                                       |                                                       | Messico                                               | 2                                                     |                                                       |  |                                |                                |                                |  |                                    |                                    |                                    |                                    |                                 |                                                 |                                                 |                                                 |                                                 |                                                 |                           |
|                                                       |                                                       | Uruguay                                               | 3                                                     |                                                       |  |                                |                                |                                |  | Punta del Este, Uruguay (Terra)    | Punta del Este, Uruguay (Terra)    | Punta del Este, Uruguay (Terra)    | Punta del Este, Uruguay (Terra)    | Punta del Este, Uruguay (Terra) |                                                 |                                                 |                                                 |                                                 |                                                 |                           |
|                                                       |                                                       |                                                       |                                                       |                                                       |  |                                |                                |                                |  |                                    |                                    | Uruguay                            | 2                                  |                                 |                                                 |                                                 |                                                 |                                                 |                                                 |                           |
|                                                       |                                                       |                                                       |                                                       |                                                       |  |                                |                                |                                |  |                                    |                                    | Colombia                           | 3                                  |                                 |                                                 | Sorocaba, Brasile (Terra)                       | Sorocaba, Brasile (Terra)                       | Sorocaba, Brasile (Terra)                       | Sorocaba, Brasile (Terra)                       | Sorocaba, Brasile (Terra) |
|                                                       |                                                       |                                                       |                                                       |                                                       |  | Uruguay                        |                                |                                |  |                                    |                                    |                                    |                                    |                                 | Colombia                                        | 1                                               |                                                 |                                                 |                                                 |                           |
|                                                       |                                                       |                                                       |                                                       |                                                       |  |                                | bye                            |                                |  |                                    |                                    |                                    |                                    |                                 | 2                                               | Brasile                                         | 4                                               |                                                 |                                                 |                           |
|                                                       |                                                       |                                                       |                                                       |                                                       |  |                                |                                |                                |  |                                    | bye                                |                                    |                                    |                                 |                                                 |                                                 |                                                 |                                                 |                                                 |                           |
|                                                       |                                                       |                                                       |                                                       |                                                       |  |                                |                                |                                |  |                                    | 2                                  | Brasile                            |                                    |                                 |                                                 |                                                 |                                                 |                                                 |                                                 |                           |
| Mexico retrocessa al Group II della Coppa Davis 2009. | Mexico retrocessa al Group II della Coppa Davis 2009. | Mexico retrocessa al Group II della Coppa Davis 2009. | Mexico retrocessa al Group II della Coppa Davis 2009. | Mexico retrocessa al Group II della Coppa Davis 2009. |  |                                |                                |                                |  |                                    |                                    |                                    |                                    |                                 | Cile e Brasile ammesse ai World Group Play-off. | Cile e Brasile ammesse ai World Group Play-off. | Cile e Brasile ammesse ai World Group Play-off. | Cile e Brasile ammesse ai World Group Play-off. | Cile e Brasile ammesse ai World Group Play-off. |                           |

## Gruppo II
|                                                                       | Play-off 11-13 aprile                                                 | Play-off 11-13 aprile                                                 | Play-off 11-13 aprile                                                 |                                                                       |                                          | 1º turno 8-10 febbraio                   | 1º turno 8-10 febbraio                   | 1º turno 8-10 febbraio                   |                           |                           | 2º turno 11-13 aprile      | 2º turno 11-13 aprile      | 2º turno 11-13 aprile      |                            |                                                     | 3º turno 19-21 settembre                            | 3º turno 19-21 settembre                            | 3º turno 19-21 settembre                            |                                                     |                           |
|                                                                       |                                                                       |                                                                       |                                                                       |                                                                       |                                          |                                          |                                          |                                          |                           |                           |                            |                            |                            |                            |                                                     |                                                     |                                                     |                                                     |                                                     |                           |
|                                                                       |                                                                       |                                                                       |                                                                       |                                                                       |                                          | Emmastad, Curaçao (Cemento)              |                                          |                                          |                           |                           |                            |                            |                            |                            |                                                     |                                                     |                                                     |                                                     |                                                     |                           |
|                                                                       |                                                                       |                                                                       |                                                                       |                                                                       |                                          | 1                                        | Ecuador                                  | 4                                        |                           |                           |                            |                            |                            |                            |                                                     |                                                     |                                                     |                                                     |                                                     |                           |
|                                                                       | Emmastad, Curaçao (Cemento)                                           | Emmastad, Curaçao (Cemento)                                           | Emmastad, Curaçao (Cemento)                                           | Emmastad, Curaçao (Cemento)                                           |                                          |                                          | Antille Olandesi                         | 1                                        |                           |                           | Guayaquil, Ecuador (Terra) | Guayaquil, Ecuador (Terra) | Guayaquil, Ecuador (Terra) | Guayaquil, Ecuador (Terra) | Guayaquil, Ecuador (Terra)                          |                                                     |                                                     |                                                     |                                                     |                           |
|                                                                       |                                                                       | Antille Olandesi                                                      | 3                                                                     |                                                                       |                                          |                                          |                                          |                                          |                           | 1                         | Ecuador                    | 4                          |                            |                            |                                                     |                                                     |                                                     |                                                     |                                                     |                           |
|                                                                       |                                                                       | Bolivia                                                               | 2                                                                     |                                                                       | Santa Cruz de la Sierra, Bolivia (Terra) | Santa Cruz de la Sierra, Bolivia (Terra) | Santa Cruz de la Sierra, Bolivia (Terra) | Santa Cruz de la Sierra, Bolivia (Terra) |                           | 4                         | Rep. Dominicana            | 1                          |                            |                            |                                                     |                                                     |                                                     |                                                     |                                                     |                           |
|                                                                       |                                                                       |                                                                       |                                                                       |                                                                       | 4                                        | Rep. Dominicana                          | 5                                        |                                          |                           |                           |                            |                            |                            |                            |                                                     |                                                     |                                                     |                                                     |                                                     |                           |
|                                                                       |                                                                       |                                                                       |                                                                       |                                                                       |                                          |                                          | Bolivia                                  | 0                                        |                           |                           |                            |                            |                            |                            |                                                     | Lambaré, Paraguay (Terra)                           | Lambaré, Paraguay (Terra)                           | Lambaré, Paraguay (Terra)                           | Lambaré, Paraguay (Terra)                           | Lambaré, Paraguay (Terra) |
|                                                                       |                                                                       |                                                                       |                                                                       |                                                                       |                                          |                                          |                                          |                                          |                           |                           |                            |                            |                            |                            |                                                     | 1                                                   | Ecuador                                             | 3                                                   |                                                     |                           |
|                                                                       |                                                                       |                                                                       |                                                                       |                                                                       |                                          | Nassau, Bahamas (Cemento)                | Nassau, Bahamas (Cemento)                | Nassau, Bahamas (Cemento)                | Nassau, Bahamas (Cemento) | Nassau, Bahamas (Cemento) |                            |                            |                            |                            |                                                     | 2                                                   | Paraguay                                            | 2                                                   |                                                     |                           |
|                                                                       |                                                                       |                                                                       |                                                                       |                                                                       |                                          |                                          | Bahamas                                  | 4                                        |                           |                           |                            |                            |                            |                            |                                                     |                                                     |                                                     |                                                     |                                                     |                           |
|                                                                       | San Juan de los Morros, Venezuela (Cemento)                           | San Juan de los Morros, Venezuela (Cemento)                           | San Juan de los Morros, Venezuela (Cemento)                           | San Juan de los Morros, Venezuela (Cemento)                           |                                          | 3                                        | Venezuela                                | 1                                        |                           |                           | Nassau, Bahamas (Cemento)  | Nassau, Bahamas (Cemento)  | Nassau, Bahamas (Cemento)  | Nassau, Bahamas (Cemento)  | Nassau, Bahamas (Cemento)                           |                                                     |                                                     |                                                     |                                                     |                           |
|                                                                       | 3                                                                     | Venezuela                                                             | 4                                                                     |                                                                       |                                          |                                          |                                          |                                          |                           |                           | Bahamas                    | 1                          |                            |                            |                                                     |                                                     |                                                     |                                                     |                                                     |                           |
|                                                                       |                                                                       | El Salvador                                                           | 1                                                                     |                                                                       | Lambaré, Paraguay (Terra)                | Lambaré, Paraguay (Terra)                | Lambaré, Paraguay (Terra)                | Lambaré, Paraguay (Terra)                |                           | 2                         | Paraguay                   | 4                          |                            |                            |                                                     |                                                     |                                                     |                                                     |                                                     |                           |
|                                                                       |                                                                       |                                                                       |                                                                       |                                                                       |                                          | El Salvador                              | 2                                        |                                          |                           |                           |                            |                            |                            |                            |                                                     |                                                     |                                                     |                                                     |                                                     |                           |
|                                                                       |                                                                       |                                                                       |                                                                       |                                                                       |                                          | 2                                        | Paraguay                                 | 3                                        |                           |                           |                            |                            |                            |                            |                                                     |                                                     |                                                     |                                                     |                                                     |                           |
| Bolivia e El Salvador retrocesse al Group III della Coppa Davis 2009. | Bolivia e El Salvador retrocesse al Group III della Coppa Davis 2009. | Bolivia e El Salvador retrocesse al Group III della Coppa Davis 2009. | Bolivia e El Salvador retrocesse al Group III della Coppa Davis 2009. | Bolivia e El Salvador retrocesse al Group III della Coppa Davis 2009. |                                          |                                          |                                          |                                          |                           |                           |                            |                            |                            |                            | Ecuador promossa al Group I della Coppa Davis 2009. | Ecuador promossa al Group I della Coppa Davis 2009. | Ecuador promossa al Group I della Coppa Davis 2009. | Ecuador promossa al Group I della Coppa Davis 2009. | Ecuador promossa al Group I della Coppa Davis 2009. |                           |

## Gruppo III
- Località: Country Club, Tegucigalpa, Honduras (Cemento)
- Data: 16-20 luglio

|   | Gruppo A       | BAR | JAM | HON |
| 1 | Barbados (2-0) |     | 2-1 | 3-0 |
| 2 | Giamaica (1-1) | 1-2 |     | 3-0 |
| 3 | Honduras (0-2) | 0-3 | 0-3 |     |

|   | Gruppo B         | GUA | PUR | PAN | ARU |
| 1 | Guatemala (3-0)  |     | 3-0 | 3-0 | 3-0 |
| 2 | Porto Rico (2-1) | 0-3 |     | 3-0 | 2-1 |
| 3 | Panama (1-2)     | 0-3 | 0-3 |     | 3-0 |
| 4 | Aruba (0-3)      | 0-3 | 1-2 | 0-3 |     |

|   | 1st-4th playoff  | GUA | JAM | BAR | PUR |
| 1 | Guatemala (2-1)  |     | 1-2 | 2-1 | 3-0 |
| 2 | Giamaica (2-1)   | 2-1 |     | 1-2 | 2-1 |
| 3 | Barbados (1-2)   | 1-2 | 2-1 |     | 1-2 |
| 4 | Porto Rico (1-2) | 0-3 | 1-2 | 2-1 |     |

|   | 5°-7° playoff  | HON | PAN | ARU |
| 1 | Honduras (2-0) |     | 2-1 | 2-0 |
| 2 | Panama (1-1)   | 1-2 |     | 3-0 |
| 3 | Aruba (0-2)    | 0-2 | 0-3 |     |

- Guatemala e Giamaica promosse al Gruppo II della Coppa Davis 2009
- Aruba e Panama retrocesse nel Gruppo IV della Coppa Davis 2009

## Gruppo IV
- Località: Country Club, Tegucigalpa, Honduras (Cemento)
- Data: 16-20 luglio
- Non ha partecipato: Trinidad e Tobago

|   |                               | CRC | HAI | BER | ISV |
| 1 | Costa Rica (3-0)              |     | 2-1 | 3-0 | 2-0 |
| 2 | Haiti (2-1)                   | 1-2 |     | 2-0 | 2-1 |
| 3 | Bermuda (1-2)                 | 0-3 | 0-2 |     | 3-0 |
| 4 | Isole Vergini Americane (0-3) | 0-2 | 1-2 | 0-3 |     |

- Costa Rica ed Haiti promosse al Gruppo III della Coppa Davis 2009.